# Hossein Elahi Ghomshei
Pour les articles homonymes, voir Elahi.
Hossein Mohyeddin Elahi Ghomshei, né à Shahreza[réf. nécessaire] en 1940, est une des figures marquantes de la culture et de la littérature iranienne de l'époque moderne,,.